# Солонцюваті ґрунти

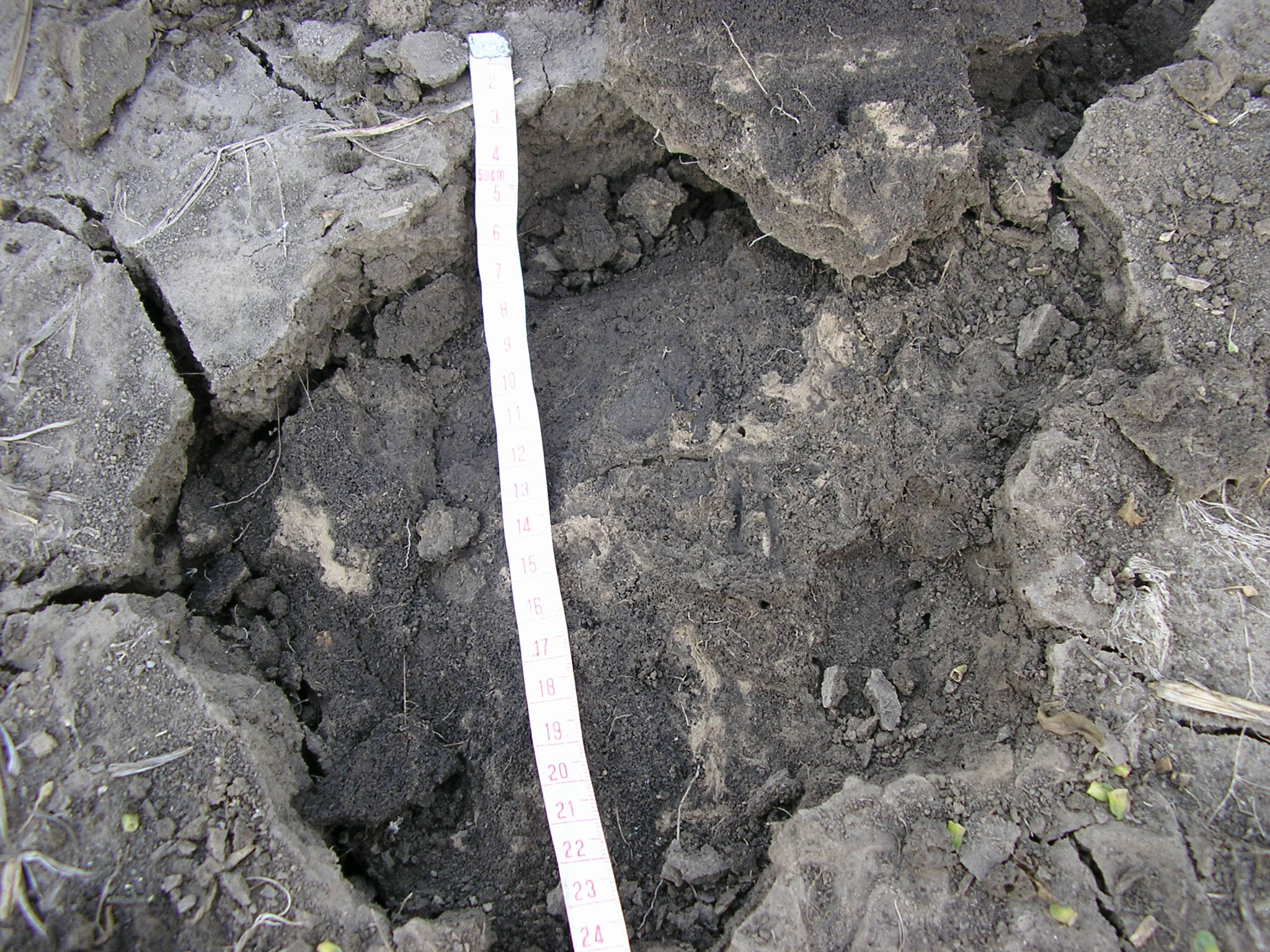
Морфологічні ознаки вторинної солонцюватості у поверхневому шарі ґрунтів (лесиваж, деградація структури). Наслідки зрошення чорноземів слабомінералізованими водами

Солонцюваті ґрунти — ґрунти, що містять в складі ґрунтового вбирального комплексу увібраний натрій в менших кількостях, ніж у солонцях. Представлені солонцюватими чорноземними, каштановими, бурими і лучними ґрунтами, сіроземами тощо. Розрізняють природну і вторинну (іригаційну) солонцюватість. Процес збільшення частки увібранного натрію у ґрунтах (ґрунтовому вбиральному комплексі) називається осолонцюванням. 

## Загальна характеристика
Наслідками осолонцювання є пептизація мулу, деградація структури ґрунтів і їх ущільнення, трансформація і деградація мінеральної і органічної частини, підвищення лужності, погіршення повітряних і водних властивостей ґрунтів. 
Під час зрошення може виникати вторинна солонцюватість ґрунтів внаслідок входження натрію та калію в ґрунтовий вбиральний комплекс. Виділяють такі причини вторинного осолонцювання:
1. несприятливий хімічний склад зрошувальної води, у якій вміст лужних солей натрію, калію в еквівалентному співвідношенні перевищує вміст солей кальцію, магнію, заліза та інших дво- та тривалентних катіонів;
2. підйом до поверхні ґрунтових вод з несприятливим хімічним складом; при цьому спочатку зазвичай розвивається процес вторинного засолення ґрунтів, а потім, за промивання солей атмосферними опадами або зрошувальними водами, — процес вторинного осолонцювання;
3. спеціальні промивання засолених ґрунтів, а також освоєння рисових систем, побудованих на природно засолених землях (перші роки).

Профілактику осолонцювання ґрунтів здійснюють методом гіпсування — внесення гіпсу з метою хімічної меліорації солонцюватих ґрунтів, які мають велику частку увібраного натрію в ґрунтовому вбиральному комплексі і лужну реакцію.

## Географія поширення
В Україні найбільше поширені у південній частині Одеської, Херсонської та Запорізької областей, в північному Криму, в середньому Придніпров'ї. 